# Vandread
Vandread (ヴァンドレッド Vandoreddo?) es un anime creado por Gonzo y Media Factory. Sus temporadas fueron transmitidas originalmente entre los años 2000 y 2001 por el canal WOWOW, a finales de cada uno. Una serie de novelas ligeras, que complementan la historia post-final, se vendieron en un box-set para los fanes, por medio de la licenciataria Geneon/FUNimation.
En América Latina se transmitió por Animax desde agosto de 2005 y en febrero del 2006 se estrenó Vandread: The Second Stage reemplazando a la primera temporada. En septiembre de 2007 ambas temporadas fueron retransmitidas en el segmento Lollipop del canal.

## Argumento
La historia de Vandread se centra en un universo en el que hombres y mujeres viven en planetas separados, en constante guerra desde hace años, al punto que desconocen la posibilidad de coexistencia entre ambos sexos, cosa que ha sido olvidada por el paso del tiempo, y desconocida por generaciones en estos dos planetas, siendo los planetas Tarak, el planeta de los hombres (en japonés: タラーク, romanizado: Taaraku) y Meyer, el planeta de las mujeres (en japonés: メジェール, romanizado: Meyeru).
Se presenta en muchas de sus escenas con maneras e insunaciones pícaras; se basa inicialmente en el enfrentamiento entre los hombres y las mujeres como dos especies distintas en un futuro distante, en donde el ser humano no ha podido conocer mucho del universo, y que por causa de la contaminación ha perdido su capacidad para evolucionar como especie, tornándose una raza caníbal, al cosechar la égida humana como vegetales, para usar sus órganos para sostener a los terrícolas originales.
La trama se centra en Hibiki Tokai, un joven ciudadano de tercera clase de Taraaku, que en su afán por demostrar su hombría, es tomado prisionero durante un enfrentamiento junto a dos hombres más por un grupo de mujeres pirata de Megere y muestra las vivencias de estos en una nave repleta de mujeres; mientras se van ganando la confianza de ellas, deben enfrentarse a un enemigo desconocido que los afecta a todos: el Planeta Tierra.

## Anime
El anime es una idea original del estudio Gonzo, fue producido por este y Media Factory; consta de dos temporadas, cada una de 13 episodios dirigidos por Takeshi Mori, con diseños de personajes realizados por Sora Inoue y Kazuya Kuroda, y música compuesta por Yasunori Iwasaki. La primera temporada se emitió entre octubre y diciembre del año 2000, mientras que la segunda temporada, titulada Vandread: The Second Stage, fue emitida en el mismo lapso, pero en el año 2001. También fueron lanzados dos OVAs, el primero, un resumen de la primera temporada llamado Vandread: Taidouhen, que salió a la venta en el año 2001; y el segundo, resumen de la segunda temporada llamado Vandread: Gekitouhen, salió a la venta en el año 2002.

## Planetas, naves y mechas
Los mechas, naves y demás artefactos de la serie sugieren ser energizados por una forma de vida altamente sofisticada, que puede tener conciencia, y ser realmente autónoma, pudiéndose equiparar con un cyborg y reactor nuclear de fusión inagotable.

## Música
La banda sonora de la serie fue compuesta por Yasunori Iwasaki:
Vandread:
- Opening - Trust por Salia
- Ending - Himegoto por SiLC

Vandread: The Second Stage:
- Opening - Justice por Aki Kudou
- Ending - Yes Together por Aki Kudou